# 심평등성
심평등성(心平等性) 또는 줄여서 평등성(平等性) 또는 평등(平等)은 마음으로 하여금 평등한 상태에 있을 수 있게 하는 성질 또는 마음의 평등 상태이다.
평등(平等)은 높고 낮음[高下] 또는 얕고 깊음[淺深]의 차별이 없는 것을 말하는데, 불교 용어로서는 제법 즉 일체 만물을 그 본질에서 보면 공통된 성질[共性]을 가지고 있거나, 혹은 공성(空性)이거나, 혹은 유식성(唯識性)이거나, 혹은 심진여성(心眞如性)이므로 제법에 아무런 차별이 없다는 것을 말한다. 심평등성은 마음이 이와 같은 '일체 만물의 평등성'을 자각하고 있는 상태, 또는 이러한 평등의 상태에 있을 수 있게 하는 성질을 말한다.
부파불교와 대승불교의 교학에서 심평등성(心平等性)은 사(捨)의 마음작용과 깊은 관련이 있다.
부파불교의 경우,
《아비달마구사론》에 따르면, 심평등성은 심무경각성(心無警覺性)과 더불어 사(捨)의 마음작용의 본질이다. 이에 비해, 《아비달마장현종론》에서는 심평등성만을 사(捨)의 마음작용의 본질로 언급하고 있다.
대승불교에서도 심평등성을 사(捨)의 마음작용의 본질 또는 본질적 성질인 것으로 본다. 하지만, 부파불교와는 달리 사(捨)의 마음작용에는 심평등성(心平等性) · 심정직성(心正直性) · 심무공용주성(心無功用住性)의 3단계가 있다고 보며, 심평등성은 이 3단계 가운데 첫 번째 단계이다.
《대승아비달마잡집론》에 따르면, 사(捨)의 마음작용의 3가지 단계인 심평등 · 심정직 · 심무공용주는 모두 잡염주(雜染住: 잡염에 머무는 상태)의 반대의 상태로, 정근(正勤) · 무탐(無貪) · 무진(無瞋) · 무치(無癡)를 발동근거[依止]로 하여 일어나는 상태이며, 마음이 사(捨)의 마음작용과 상응하게 되면 침몰(沈沒: 즉, 잡염에 침몰된 상태) 등의 불평등성(不平等性)을 떠나게 된다. 최초로 심평등이 증득되는데, 그러면 잡염으로부터 멀리 떠남[遠離: 잡염주를 멀리 떠남, 잡염과 상응하지 않음]의 가행(加行)이 자연히 상속되는 상태가 된다. 두 번째로 심정직이 증득되는데, 그러면 잡염에 대하여 아무런 두려움[怯慮]도 없는 상태가 된다. 세 번째로 심무공용주가 증득된다. 즉 공용(功用) 즉 가행(加行) 없이도 잡염주(雜染住: 잡염에 머무는 상태)를 떠난 상태가 저절로 발현되는 상태가 된다.

## 같이 보기
- 사(捨)의 3단계

## 참고 문헌
- 곽철환 (2003). 《시공 불교사전》. 시공사 / 네이버 지식백과. |title=에 외부 링크가 있음 (도움말)
- 미륵 지음, 현장 한역, 강명희 번역 (K.614, T.1579). 《유가사지론》. 한글대장경 검색시스템 - 전자불전연구소 / 동국역경원. K.570(15-465), T.1579(30-279). |title=에 외부 링크가 있음 (도움말)
- 세친 지음, 현장 한역, 권오민 번역 (K.955, T.1558). 《아비달마구사론》. 한글대장경 검색시스템 - 전자불전연구소 / 동국역경원. K.955(27-453), T.1558(29-1). |title=에 외부 링크가 있음 (도움말)
- 호법 등 지음, 현장 한역, 김묘주 번역 (K.614, T.1585). 《성유식론》. 한글대장경 검색시스템 - 전자불전연구소 / 동국역경원. K.614(17-510), T.1585(31-1). |title=에 외부 링크가 있음 (도움말)
- 세친 지음, 현장 한역, 송성수 번역 (K.618, T.1612). 《대승오온론》. 한글대장경 검색시스템 - 전자불전연구소 / 동국역경원. K.618(17-637), T.1612(31-848). |title=에 외부 링크가 있음 (도움말)
- 운허.  동국역경원 편집, 편집. 《불교 사전》. |title=에 외부 링크가 있음 (도움말)
- (영어) DDB. 《Digital Dictionary of Buddhism (電子佛教辭典)》. Edited by A. Charles Muller. |title=에 외부 링크가 있음 (도움말)
- (중국어) 미륵 조, 현장 한역 (T.1579). 《유가사지론(瑜伽師地論)》. 대정신수대장경. T30, No. 1579. CBETA. |title=에 외부 링크가 있음 (도움말)
- (중국어) 佛門網. 《佛學辭典(불학사전)》. |title=에 외부 링크가 있음 (도움말)
- (중국어) 星雲. 《佛光大辭典(불광대사전)》 3판. |title=에 외부 링크가 있음 (도움말)
- (중국어) 세친 조, 현장 한역 (T.1612). 《대승오온론(大乘五蘊論)》. 대정신수대장경. T31, No. 1612, CBETA. |title=에 외부 링크가 있음 (도움말)
- (중국어) 세친 조, 현장 한역 (T.1558). 《아비달마구사론(阿毘達磨俱舍論)》. 대정신수대장경. T29, No. 1558, CBETA. |title=에 외부 링크가 있음 (도움말)
- (중국어) 호법 등 지음, 현장 한역 (T.1585). 《성유식론(成唯識論)》. 대정신수대장경. T31, No. 1585, CBETA. |title=에 외부 링크가 있음 (도움말)